# Мончегорск
Мончегорск (рус. Мончегорск) град је на крајњем северозападу европског дела Руске Федерације. Налази се у централном делу Мурманске области и административно припада Мончегорском градском округу чији је уједно и административни центар.
Према проценама националне статистичке службе Русије за 2016. у граду је живело 42.893 становника, и по броју становника Мончегорск је четврти по величини град у Мурманској области (после Мурманска, Апатита и Североморска).

## Географија
Град Мончегорск смештен је у централном делу Мурманске области, и лежи на месту где се северна подгорина Мончетундре спушта ка језеру Имандра. Град се налази унутар арктичког поларног круга и удаљен је неких 115 километара у смеру југа од административног центра области Мурманска. Кроз град протиче река Монча по којој је и добио име.
Услед интензивне рударске активности шире подручје око града је до краја 20. века било претворено у својеврсну техногену пустош, али се у последње време еколошка слика у граду мења. На фабричке димњаке и одводе отпадних вода постављају се одговарајући филетри, а врши се и интензивно пошумљавање подручја на којима је искрчена шума.
Град је железницом повезан са станицом у Оленегорску, а нешто западније пролази и траса националног аутопута „Кола” који Мурманск повезује са Санкт Петербургом.

## Историја
Мончегорск се развио из радничког насеља формираног 1935. у близини великих рудника бакра и никла, а због великог привредног значаја већ 20. септембра 1937. добија званичан статус града. У периоду 1938−1949. град је био седиште Мончегорског рејона, да би по укидању општинског рејона прешао под директну управу обласне владе.
Од 2004. град је седиште истоименог градског округа.

## Демографија
Према подацима са пописа становништва 2010. у граду је живело 45.361 становника, док је према проценама националне статистичке службе за 2016. град имао 42.893 становника.
| 1939.  | 1959.  | 1970.  | 1979.  | 1989.  | 2002.  | 2010.  | 2016.  |
| ------ | ------ | ------ | ------ | ------ | ------ | ------ | ------ |
| 28.450 | 45.523 | 45.980 | 51.401 | 68.652 | 52.242 | 45.361 | 42.893 |

По броју становника Мончегорск се 2016. налазио на 364. месту од 1.112 званичних градова Русије.

## Привреда
Мончегорск је један од најважнијих центара за производњу и прераду никла и бакра, а најважнији привредни објект у граду је компанија „Нориљски никл” која управља рудницима и топионицама у граду.
На око 3 километра од града налази се ваздухопловна база Руске авијације.

## Партнерски градови
Град Мончегорск има потписане уговоре о међународној сарадњи са следећим местима:
- Сортланд (Норвешка)
- Елфсбон (Шведска)